# Nintendo Cube
Nintendo Cube Co., Ltd. (ニンテンドーキューブ株式会社?, Nintendōkyūbu kabushikigaisha) precedentemente conosciuta come NDcube è un'azienda di sviluppo di videogiochi giapponese e una filiale di Nintendo con sede in Giappone con uffici a Tokyo e Sapporo. La maggior parte dell'azienda è composta da ex dipendenti della Hudson Soft. Sono stati anche gli sviluppatori della serie Mario Party da Mario Party 9 in poi.

## Storia
L'azienda è stata fondata il 1 marzo 2000 come joint venture tra Nintendo e la più grande società pubblicitaria del Giappone chiamata Dentsu, da cui la "ND" nel nome. Nintendo deteneva all'epoca il 78% delle azioni della società, mentre il 13,3% delle azioni era di proprietà di Dentsu e il resto dell'8,7% era di proprietà di altri azionisti.
Nel 2010, Nintendo ha deciso di rilevare le azioni della società da Dentsu e dagli altri azionisti, diventando allora il principale azionista della società, passando inizialmente dal 78% al 96%, al 97% nel 2015 e dal 2023 al 99% delle azioni. L'azienda, a settembre 2024, cambia il nome in "Nintendo Cube".
Dal 2010, molti dipendenti della Hudson Soft sono migrati in un NDcube ristrutturato, guidato anche da Hidetoshi Endo, ex presidente della Hudson Soft che ha preso in carico NDcube alla fine degli anni 2000.
Nel 2019, il regista della serie Mario Party sin dai tempi della Hudson Soft, Shuichiro Nishiya, è diventato presidente della società al posto di Hidetoshi Endo, che è stato presidente di NDcube per quasi dieci anni.

## Videogiochi
| Titolo                                                               | Piattaforma       | Anno |
| -------------------------------------------------------------------- | ----------------- | ---- |
| F-Zero: Maximum Velocity                                             | Game Boy Advance  | 2001 |
| serie EZ-Talk Shokyuuhen                                             | Game Boy Advance  | 2001 |
| Dokodemo Taikyoku Yakuman Advance                                    | Game Boy Advance  | 2001 |
| Card Party                                                           | Game Boy Advance  | 2002 |
| Pool Edge                                                            | GameCube          | 2002 |
| Tube Slider                                                          | GameCube          | 2003 |
| Wii Party                                                            | Wii               | 2010 |
| Wii Play: Motion                                                     | Wii               | 2011 |
| Mario Party 9                                                        | Wii               | 2012 |
| Wii Party U                                                          | Wii U             | 2013 |
| Mario Party: Island Tour                                             | Nintendo 3DS      | 2013 |
| Mario Party 10                                                       | Wii U             | 2013 |
| Animal Crossing: Amiibo Festival                                     | Wii U             | 2013 |
| Mario Party: Star Rush                                               | Nintendo 3DS      | 2016 |
| Mario Party: The Top 100                                             | Nintendo 3DS      | 2017 |
| Animal Crossing: Pocket Camp                                         | Android           | 2017 |
| Animal Crossing: Pocket Camp                                         | iOS               | 2017 |
| Super Mario Party                                                    | Nintendo Switch   | 2018 |
| 51 Worldwide Games                                                   | Nintendo Switch   | 2020 |
| Mario Party Superstars                                               | Nintendo Switch   | 2021 |
| Everybody 1-2-Switch!                                                | Nintendo Switch   | 2023 |
| Super Mario Party Jamboree                                           | Nintendo Switch   | 2024 |
| Nintendo Switch 2 Welcome Tour                                       | Nintendo Switch 2 | 2025 |
| Super Mario Party Jamboree – Nintendo Switch 2 Edition + Jamboree TV | Nintendo Switch 2 | 2025 |